# ادرار (سيدي غانم)
ادرار هي إحدى مشيخات المملكة المغربية، تتبع جغرافيا لإقليم الصويرة وإداريًا لسيدي غانم. يقدر عدد سكانها بـ 1780 نسمة حسب الإحصاء الرسمي للسكان والسكنى لسنة 2004.